# Staatstheater Cottbus
L'Staatstheater de Cottbus és l'únic teatre d'Estat de Brandenburg. Es va construir per desitj dels veïns, en una època o una puixant indústria tèxtil contribuïa a una posició econòmica i política de la burgesia de Cottbus al pas del segle xix i al segle xx.
L'Ajuntament de la ciutat va decidir l'11 de novembre de 1905 la construcció. El contracte va ser adjudicat a Bernhard Sehring, que ja el 1896, amb el seu teatre «Teatre d'Occident» de Berlín havia provocat un gran enrenou i animat debat. Va optar per l'estil modernista. Després de només 16 mesos de construcció, l'1 d'octubre de 1908 el teatre va ser estrenat.